# گی لوزینیان
گای لوزینیان (انگلیسی: Guy of Lusignan; ح. ۱۱۵۰ – ۱۸ ژوئیه ۱۱۹۴) پادشاه قبرس و از اهالی فرانسه بود. گای لوزینیان فرزند هیو هشتم از دودمان لوزینیان بود، از سال ۱۱۸۶ تا ۱۱۹۲ میلادی و به واسطهٔ ازدواج با سیبیل از اورشلیم، پادشاه دولت صلیبی اورشلیم شد، تا قبل از ورودش به سرزمین مقدس برادر وی به نام آمالریک بسیار شناخته شده و برجسته بود.
همزمان با بیماری بالدوین چهارم (ملقب به جذامی) و مشکل جانشینی وی، شوهر سیبیل، ویلیام دی مونفروا مرد تا وی مجبور به ازدواج شود. سیبیل، گای لوزینیان، یکی از کوچک‌ترین اشراف دون مرتبهٔ فرانسه را به عنوان شوهر خود انتخاب کرد که در ابتدا با مخالفت بالدوین روبه‌رو شد اما سرانجام در سال ۱۱۸۰ میلادی اجازه ازدواج را صادر کرد. با این ازدواج، گی به حکومت دو شهر مهم یافا و اشکلون دست یافت و پس از مدتی توانست به تدریج سیطره خود را بر تمامی مناطق به جز اورشلیم گسترش دهد و سرانجام به عنوان نائب‌السلطنه و جانشین شاه انتخاب شود. اما به دلیل حملات صلاح‌الدین ایوبی و قدرت گرفتن مخالفان گی از جمله ریمون سوم، وی از مسند خود خلع شد و به جای او، بالدوین پنجم به مسند جانشینی رسید. شاه فعالیت خود را بر ضد گی ادامه داد و خواهر خود را مجبور به طلاق از گی کرد. گی نیز به شهر خود بازگشت و در برابر شاه قیام کرد و بدین ترتیب تنش بین آن دو آغاز شد. شاه توانست طی چند لشکرکشی، گی را از مقام خود در شهرهای یافا و اشکلون برکنار کند و ریمون سوم که از مخالفان گی بود را به عنوان مشاور و نائب‌السلطنه بالدوین پنجم انتخاب کرد.
در سال ۵۸۰ هجری / ۱۱۸۵ میلادی بود که بالدوین چهارم از دنیا رفت تا درگیری بین حامیان گی و بالدوین پنجم آغاز شود اما خود بالدوین نیز پس از یک سال بر اثر بیماری درگذشت تا مجدداً مشکلات داخلی صلیبی‌ها آغاز شود. مخالفان ریمون توانستند او را از مسند حکومت دور کنند و پادشاهی را از فرزند به مادر یعنی سیبیل منتقل کنند اما از آن‌جایی که وی زن بود و به تنهایی نمی‌توانست حکومت کند لذا مطابق با خواست مخالفان ریمون، تاج شاهی را به همسرش یعنی گی لوزینیان اعطا کرد. ریمون هم پس از تاج‌گذاری به اقطاع خود بازگشت اما ترس وی از حمله نیروهای گی به اقطاعش، او را مجبور کرد تا با صلاح‌الدین ایوبی پیمان صلحی ببندد و از او تقاضای کمک کند. صلاح‌الدین نیز از موقعیت بهره برد تا بین صلیبی‌ها اختلاف ایجاد کند تا به اهداف خود یعنی جهاد برسد.
با اوج گرفتن اختلافات داخلی، گی با توصیه بالین ابلین، فرستاده‌هایی را با هدف صلح عازم طبریه کرد. ریمون که از اتحاد با صلاح‌الدین و اجازه ورودی که به سپاه وی، به سرزمین‌هایش داده پشیمان شده بود، اتحاد خود را با حاکم ایوبی شکست و خود را مطیع گی معرفی نمود و راضی شد تحت لوای گی با مسلمانان بجنگد؛ بنابراین پیش‌زمینه‌های نبردی بزرگ فراهم شد.
در سال ۱۱۸۷ میلادی، صلاح‌الدین بعد از خبر شکستن پیمان توسط ریمون سوم ارتش و نیروهای خود را آماده کرد و در نزدیکی دریاچه طبریه مستقر شد. اما چون در شرایط و موقعیتی سخت قرار داشت، درصدد کشیدن نیروهای صلیبی به جانب خود برآمد. پس سپاهی را در ژوئیه عازم طبریه کرد تا شهر را تسخیر کنند، اما با مقاومت همسر ریمون، اشیوا روبه‌رو شدند.
گی با توجه به حوادث پیش آمده، مجلس مشورتی تشکیل داد تا برنامه خود را برای مقابله با صلاح‌الدین پی‌بریزند. در مجلس ۲ نقشه پیشنهاد شد:
1. نقشه تهاجمی رونو دو شاتیون[پ] که مستقیم به نیروهای صلاح‌الدین حمله صورت گیرد.
2. نقشه تدافعی ریمون سوم که با توجه به موقعیت سخت منطقه و اوضاع عمومی مسلمان، مسئولیت آن را قبول کرد و گی توصیه کرد که به شهرهای ساحلی که استحکامات دفاعی نیرومندی داشتند، عقب‌نشینی کند تا بتواند با درگیر کردن نیروهای ایوبی در مناطق ساحلی، صلاح‌الدین را متحمل شکست کند.

گی ابتدا روش تدافعی ریمون را برگزید اما با اعتراض رونو و جرارد رایدفورت روبه‌رو شد که معتقد بودند این روش، روشی بزدلانه است و سرانجام توانستند گی را متقاعد به حمله مستقیم کنند.

## پادشاهی اورشلیم
گی لوزینیان بسیار با عجله و شتاب با سیبیل در سال ۱۱۸۰ میلادی و تنها به دلیل یک مصلحت سیاسی و جلوگیری از حوادث سیاسی در پادشاهی ازدواج کرد، پس از این‌که سلامت بالدوین پادشاه بیت‌المقدس رو به وخامت گذاشت و به دلیل ازدواجش با سیبیل به عنوان نایب السلطنه اورشلیم منصوب شد، پس از مرگ بالدوین در سال ۱۱۸۶ میلادی تاج و تخت پادشاهی به او رسید، این پادشاهی نو رسیده برای گی لوزینیان فرجام خوشایندی نداشت چرا که در همان دوران کوتاه پادشاهی وی، خشونت و تنش میان مسیحیان صلیبی و مسلمین تحت حاکمیت ایوبیان و صلاح الدین ایوبی بالا گرفت، اوج این تنش در جنگ حطین به سال ۱۱۸۷ میلادی نمود پیدا کرد و لشکر صلیبی در این جنگ که خود گی یکی از آغازگرانش بود به سختی و بسیار مفتضحانه از مسلمین و صلاح الدین شکست خوردند،
سپاه صلیبی تحت رهبری گی لوزینیان اسیر ترفند و استراتژی جنگی صلاح الدین گردید و در حالی که سپاه در گرمای سرزمین مقدس به سمت نبردگاه می‌رفت از گرما و تشنگی از پای درآمد و در همان هنگام لشکر مسلمین بر ارتش درمانده و از هم پاشیدهٔ صلیبی‌ها در تپه‌های حطین هجوم آورد و سپاه صلیبی به سرعت از هم پاشید، این نبرد برای گی لوزینیان و صلیبی‌های مسیحی به چند جهت مفتضح و فاجعه بار بود، نخست این‌که اولین جنگ گی در قامت پادشاه جدید اورشلیم بود و مهم‌تر از آن اینکه صلیب مقدس که پیشاپیش سپاه صلیبی حرکت داده می‌شد به دست مسلمین افتاد و بدتر از این موضوع سقوط اورشلیم بود که بعد از نبرد حطین، دیگر کاملاً بی دفاع و بدون پادشاه شده بود، فتح اورشلیم توسط صلاح الدین و درست ۳ ماه بعد از نبرد حطین روی داد.

## یادداشت
1. ↑  ریموند سوم
2. ↑  به لاتین: تایبریاس
3. ↑  رینالد دی شاتیون یا رینالد شاتیون